# 夜に生きる
『夜に生きる』（よるにいきる、Live by Night）は、デニス・ルヘインが2012年に発表したアメリカ合衆国の小説。
2012年度エドガー賞 長編賞を受賞。邦訳は加賀山卓朗の訳で2013年に早川書房から出版。 

## あらすじ
禁酒法時代末期のボストン。ジョーは警視正の息子ながら仲間と強盗を繰り返していた。ある日、ジョーは強盗に入った賭博場でエマという美女と出会い恋に落ちるが、彼女はギャングのボス、ホワイトの情婦だったため、ジョーは罠に嵌められて刑務所へ収監されてしまう。
エマが死んだと聞いたジョーは出所後、復讐のためホワイトと対立するペスカトーレに自らを売り込み、タンパでの酒の密造に携わる。地元で力を持つスアレスファミリーの協力を得てビジネスを進める中、ジョーはエステバンの姉グラシエラと惹かれ合っていく。
密造は軌道に乗りホワイト一味の影響力を抑え込むことに成功するジョーだったが、黒人系のスアレスファミリーが協力者であることからKKKに標的にされ、取り分け地元警察の本部長フィギスの義弟RDの妨害行為は執拗だった。ジョーは悪党に騙されて薬漬けにされていたフィギスの娘ロレッタの身柄を医者に預け、娘の居場所を教えることと引き換えにフィギスと取引をし、RDを始末する。
ジョーは次なるビジネスとしてカジノ建設を計画するが、入信し教会で説教をするロレッタの影響力が強まり、出資者の断りもあり計画は頓挫してしまう。ロレッタはジョーに「今いるここが天国だ」と告げた後に自殺する。
偶然にも最近撮られたという写真の中にエマの姿を見つけるジョー。エマが実は生きていたことに戸惑うが、その最中ペスカトーレがタンパに向かっているという情報が入る。ジョーはペスカトーレから自分の息子にポストを明け渡せと迫られ、さらにペスカトーレとホワイトが裏で手を組んでいたことを知る。仲間が駆けつけ激しい銃撃戦が繰り広げられた末にジョーは勝利し、その場で自分の引退を告げる。エマとの再会の後、ジョーはグラシエラとの間に息子を設け穏やかに暮らしていた。だが、ロレッタのことでジョーを逆恨みしたフィギスの襲撃によりグラシエラが殺されてしまう。残されたジョーは息子と二人で生きていくことを決意する。

## 映画
2016年、ベン・アフレック監督・製作・脚本・主演で映画化された（Live by Night (film)）。

### キャスト
※括弧内は日本語吹替
- ジョー・コフリン - ベン・アフレック（小原雅人）
- ロレッタ・フィギス - エル・ファニング（小林沙苗）
- トーマス・コフリン - ブレンダン・グリーソン（宝亀克寿）
- ディオン・バルトロ - クリス・メッシーナ（石住昭彦）
- エマ・グールド - シエナ・ミラー（朴璐美）
- グラシエラ・スアレス - ゾーイ・サルダナ（木下紗華）
- アーヴィング・フィギス - クリス・クーパー（立川三貴）
- マソ・ペスカトーレ - レモ・ジローネ（英語版）
- アルバート・ホワイト - ロバート・グレニスター
- RD・プルイット - マシュー・マー（英語版）
- エステバン・スアレス - ミゲル・J・ピメンテル
- ディガー・ペスカトーレ - マックス・カセラ
- ヴァージル・ビューリガード - J・D・エヴァーモア（英語版）
- カルヴィン・ボンデュラント - クラーク・グレッグ
- ゲイリー・L・スミス - アンソニー・マイケル・ホール（楠見尚己）
- ブレンダン・ルーミス - クリス・サリヴァン
- ドニー・ギシュラー - デレク・ミアーズ
- 投資家 - クリスチャン・クレメンソン
- パウロ・ベルトロ - ベンジャミン・キアラメロ（英語版）

「未公開シーン」
- ティム・ヒッキー - タイタス・ウェリヴァー
- ダニー・コフリン - スコット・イーストウッド

### 評価
本作に対する批評家からの評価は平凡なものに留まっている。映画批評集積サイトのRotten Tomatoesには225件のレビューがあり、批評家支持率は35%、平均点は10点満点で5.24点となっている。サイト側による批評家の見解の要約は「『夜に生きる』は視覚的なスタイルと印象的なキャストを誇っているが、監督であり俳優のベン・アフレックがお馴染みのテーマを再利用している為、本作には新鮮さを失っている」となっている。また、Metacriticには43件のレビューがあり、加重平均値は49/100となっている。